# Wouter C. Braat
Wouter Cornelis Braat (Delft, 4 februari 1903 - Oegstgeest, 28 maart 2000) was een Nederlandse archeoloog. 

## Biografie

### Familie
Braat was een zoon van de gelijknamige Wouter Cornelis Braat (1860-1930) en de Giessendamse Adriana Elisabeth Hoogendoorn (1864-1941). Zijn grootvader was Frederik Willem Braat aan wie hij in 1989 een van zijn laatste publicaties wijdde: 'Een fabrikant uit de 19e eeuw: F.W. Braat'. Zijn zus Elisabeth Christina Braat (1896-1961) trouwde in 1820 met de architect ir. Albert Johan van der Steur (1895-1963). Braat had vier kinderen, waaronder de acteur Bartho Braat.

### Studies en loopbaan
Na zijn studies in Delft en Apeldoorn studeerde hij vanaf 1923 geschiedenis en kunstgeschiedenis aan de Rijksuniversiteit Leiden bij onder meer de hoogleraren Johan Huizinga, Herman Theodoor Colenbrander en Wilhelm Martin. Vanaf 1928 was hij onderzoeksassistent bij het Rijksmuseum van Oudheden in Leiden onder leiding van Jan Hendrik Holwerda. Parallel daarmee schreef hij zijn proefschrift De Archaeologie van de Wieringermeer, waarop hij in juni 1932 promoveerde aan de Universiteit van Leiden. Door zijn speciale aandacht voor de eenvoudige middeleeuwse vondsten, werd dit werk een baanbrekende studie van middeleeuwse archeologie, waaraan hij later veel waardevolle bijdragen zou leveren. Na zijn doctoraat studeerde hij nog een semester in Freiburg en Berlijn. Bij het Leids museum werd hij conservator in de secties Klassiek en Nederlands. In 1968 ging hij met pensioen.

### Verenigingswerk
In de Vereniging Oud Leiden was hij vanaf 1931 lid en secretaris, vanaf 1936 bestuurslid, vanaf 1945 vice-president en vanaf 1960 voorzitter. Hij was in de periodes 1963–1965 en 1968–1971 tevens voorzitter van de Koninklijke Nederlandse Oudheidkundige Bond (KNOB). In 1964 ontving hij de Orde van Oranje-Nassau. Van 1965 tot 1969 was hij voorzitter van de Commissie voor Volkskunde, opgericht in 1950. In 1966 nam Braat ontslag als voorzitter van de Vereniging Oud Leiden en werd hij benoemd tot erevoorzitter. Ook na zijn pensionering bleef hij verbonden aan de klassieke studies en werd hij de kritische geest in het conflict tussen de belangen van bouwvakkers en winkeliers enerzijds en de belangen van monumentenbescherming anderzijds.